# آدمک حصیری

آدمک حصیری (به فرانسوی: Le Mannequin d'osier) نام یک کتاب ادبی است که توسط آناتول فرانس، نویسندهٔ اهل فرانسه نوشته شده‌است.  این کتاب یکی از آثار مشهور ادبی جهان است.